# Dixa gutianshana
Dixa gutianshana är en tvåvingeart som beskrevs av Yang 1995. Dixa gutianshana ingår i släktet Dixa och familjen u-myggor.
Artens utbredningsområde är Zhejiang (Kina). Inga underarter finns listade i Catalogue of Life.